# Bassa de Can Prats
La Bassa de Can Prats és una zona humida formada per una bassa artificial i alguns prats humits i arbredes de l'entorn, al terme municipal de Riudarenes (la Selva). Té el seu origen en unes rases i excavacions formades cap als anys setanta, per tal d'evitar en èpoques de fortes pluges la inundació dels camps propers al mas de can Prats, situats vora el riu d'Esplet Petit, el riu d'Esplet Gros i els recs Vallmadrals.
La bassa, on hi ha vegetació aigualosa –com llenties d'aigua, joncs, etc.–, està envoltada per una petita bosquina amb freixe de fulla petita (Fraxinus angustifolia), salze blanc (Salix alba), gatell (Salix cinerea ssp. oleifolia), etc., que ocupa també alguns dels marges arbrats entre camps. La zona humida està envoltada de pollancredes i pastures i es troba dins d'una finca destinada a la cria i cura de cavalls.
Pel que fa a la fauna, és especialment remarcable la presència de tortuga d'estany (Emys orbicularis), que hi té un nucli reproductor important. A més, segons la Fundació Emys, s'hi han documentat espècies com la salamandra (Salamandra salamandra), el tritó palmat (Lissotriton helveticus), el tritó verd (Triturus marmoratus), el gripau d'esperons (Pelobates cultripes) i la granota pintada (Discoglossus pictus).
No es detecten amenaces que posin en perill la conservació de l'espai. Aquesta zona humida és objecte de seguiment per part de la Fundació Emys, amb l'acord de la propietat. Es troba molt a prop de la zona humida de l'Esplet (codi 05003416).